# Lury-sur-Arnon

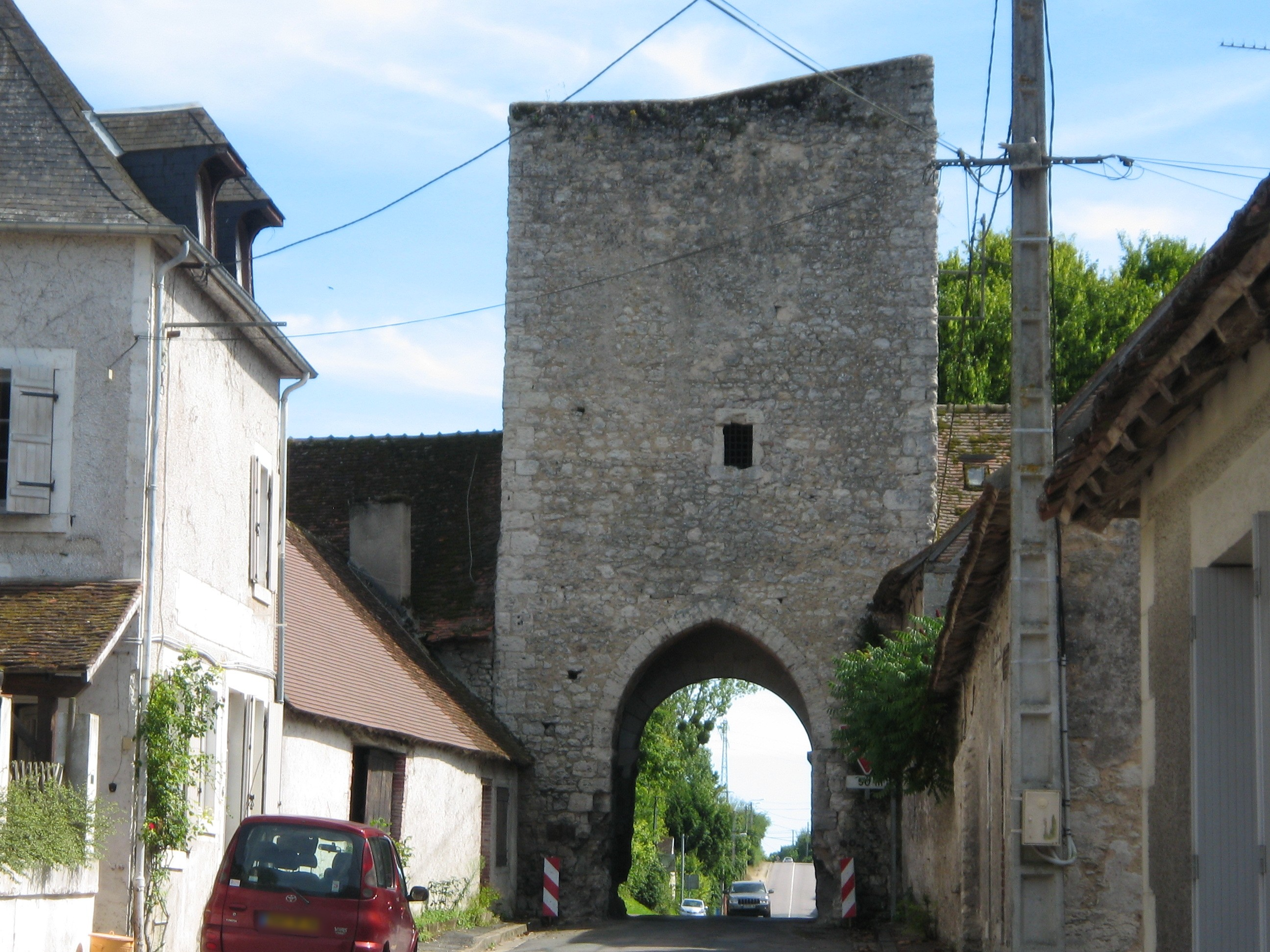
Poort

Lury-sur-Arnon is een gemeente in het Franse departement Cher (regio Centre-Val de Loire) en telt 711 inwoners (2004). De plaats maakt deel uit van het arrondissement Vierzon.

## Geografie
De oppervlakte van Lury-sur-Arnon bedraagt 13,7 km², de bevolkingsdichtheid is 51,9 inwoners per km².
De onderstaande kaart toont de ligging van Lury-sur-Arnon met de belangrijkste infrastructuur en aangrenzende gemeenten.

## Demografie
Onderstaande figuur toont het verloop van het inwonertal (bron: INSEE-tellingen).